# 日本の順位
日本の順位（にほんのじゅんい）では、日本の国際的な順位を示す。

## 都市
都市圏人口
- 東京=横浜：1位　3,747万人 (2018) en:List_of_largest_cities
- 大阪=神戸=京都：10位　1,928万人 (2018)
- 名古屋：35位　950万人 (2018)
- 福岡：70位　555万人 (2018)

その他の指標
- 最も高価な都市 (Mercer, LLC)
  - 東京=横浜：2位 (2008)
  - 大阪：11位 (2008)

## 人口

日本の人口は、今世紀急速に減少することが予想される

- 人口：195ヵ国中11位　1億2,550万人 (2021)
- 人口密度：248ヵ国・地域中40位　337人/km² (2018)
- 平均寿命 (世界銀行)：194ヵ国中1位　84.62歳 (2019)
- 高齢化率 (世界銀行)：194ヵ国中1位　28.4% (2020)
- 合計特殊出生率 (世界銀行)：201ヵ国・地域中185位　1.34 (2020)
- 移民人口 (国連)：231ヵ国・地域中24位　277万人 (2020)

## 経済

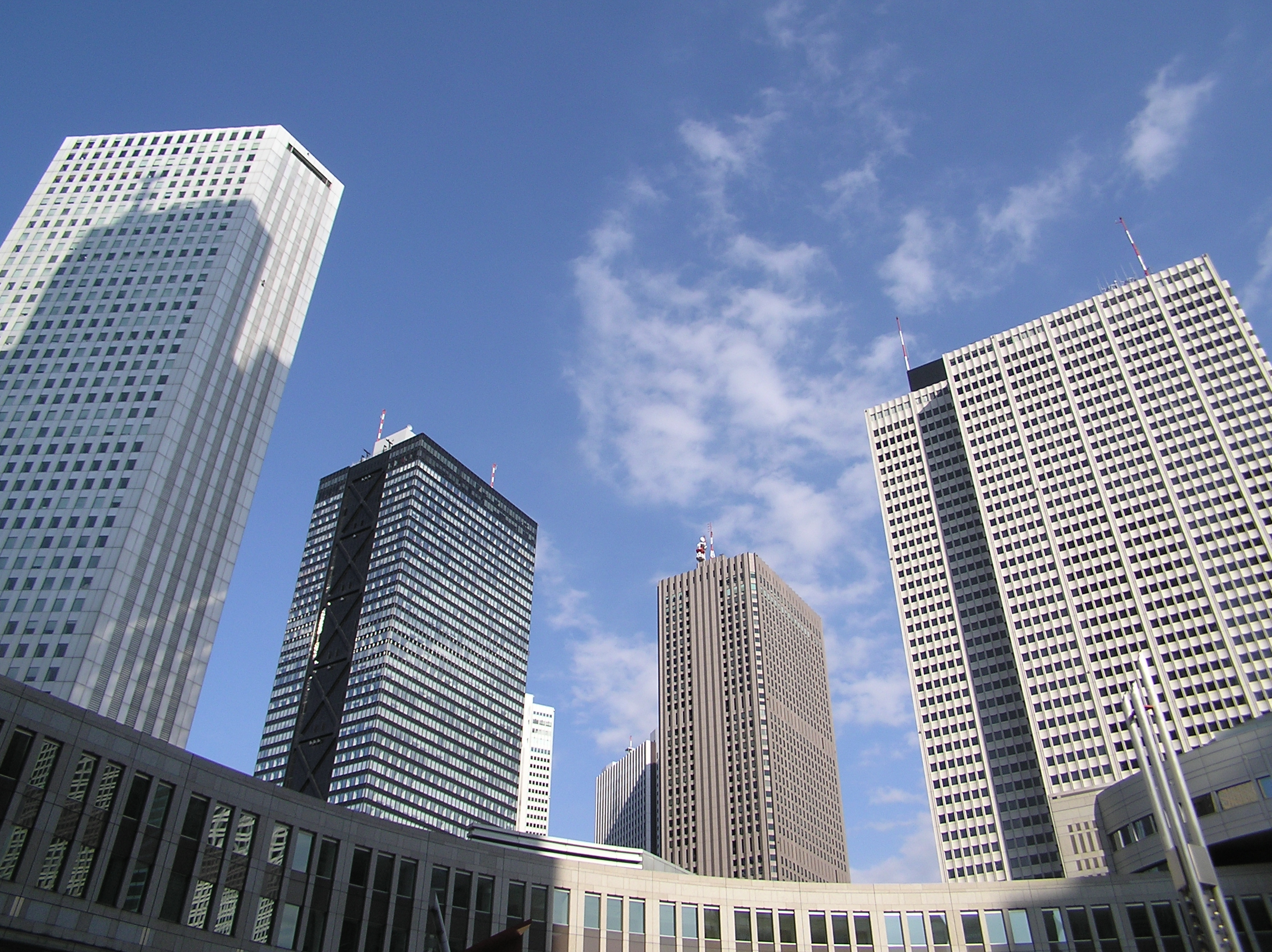
高度経済成長期に立ち並んだ新宿の超高層ビル

- 国内総生産 (名目、IMF統計)：193ヵ国中・地域中3位　494億ドル (2021)
- 経常収支 (UNCTAD)：189ヵ国・地域中3位　1,645億ドル (2020)
- 貿易依存度 (UNCTAD)：207ヵ国・地域中184位　24.75% (2020)
- ビジネス環境 (世界銀行)：190ヵ国・地域中29位　78.00ポイント (2020)
- 経済自由度指数 (ヘリテージ財団、ウォールストリートジャーナル)：177ヵ国・地域中35位　69.9ポイント (2022) en:Index of Economic Freedom
- Where-to-be-born指数 (旧QLI指数)：80ヵ国・地域中25位　7.08ポイント (2013)
- 世界競争力年鑑 (IMD)：63ヵ国中34位 (2022)
- 国際競争力 (世界経済フォーラム、世界競争力報告)：141ヵ国中6位　82.27ポイント (2019)

## 教育
- 2007年教育指数: 181カ国中35位
- 2012年OECD生徒の学習到達度調査
  - 数学: 65カ国中7位
  - 理科: 65カ国中4位
  - 読解: 65カ国中4位
- 2013-2014年タイムズ・ハイアー・エデュケーション・世界大学ランキング
  - 東京大学: 世界23位[1]、アジア1位[2]
  - 京都大学: 世界52位[1]、アジア7位[2]

## 環境
- イェール大学環境法・政策センター/コロンビア大学国際地球科学情報ネットワークセンター・2012年環境持続可能性指数: 132カ国中23位

## 地理

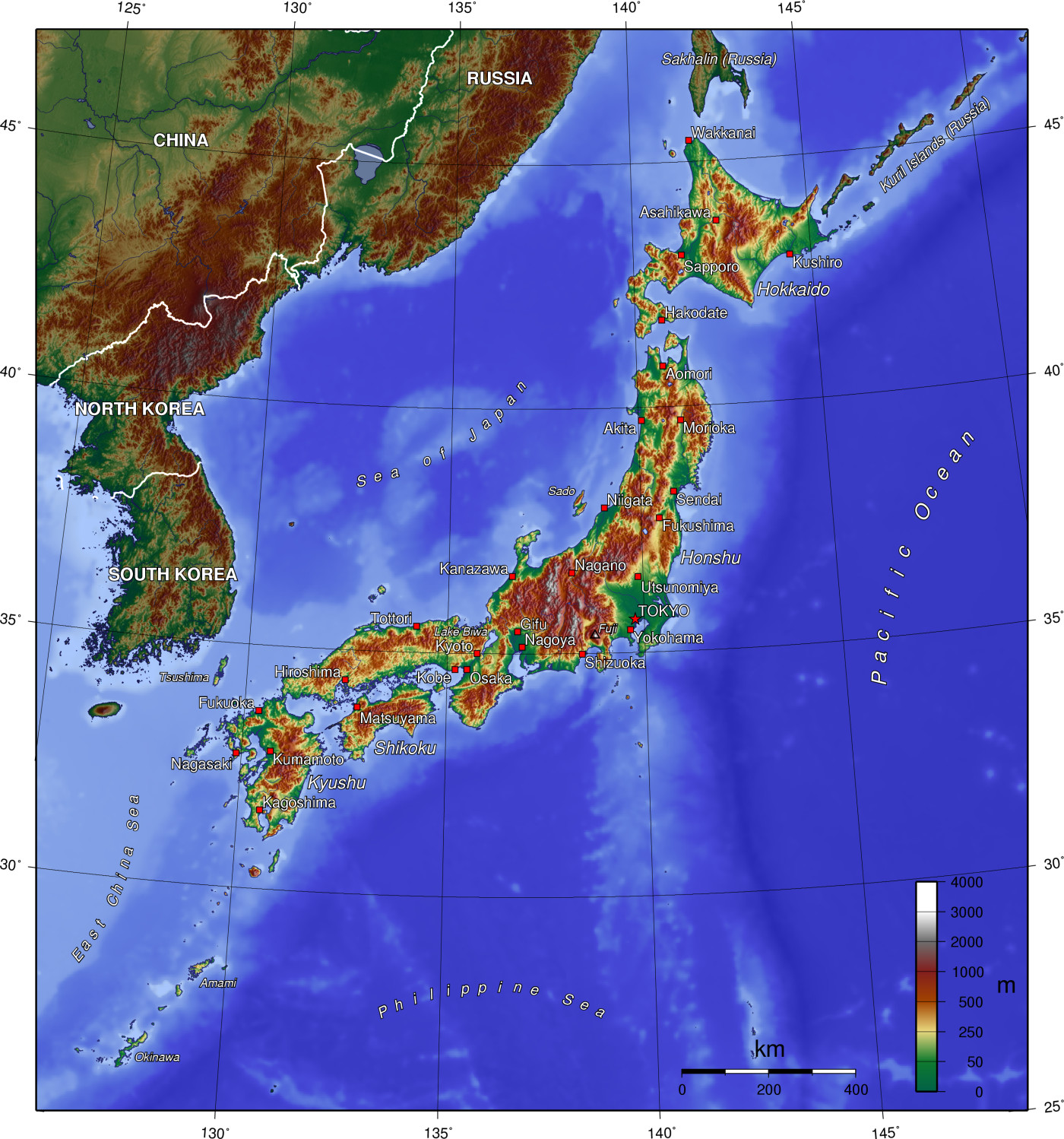
日本は、耕作地が小さく、山が非常に多い

- 面積: 233カ国中61位

## 国際化
- KOF・2007年国際化指数: 122カ国中40位[3]
- A.T.カーニー/フォーリン・ポリシー誌・2006年国際化指数: 62カ国中28位[4]

## 産業
- 2005年造船隻数: 1位[5]

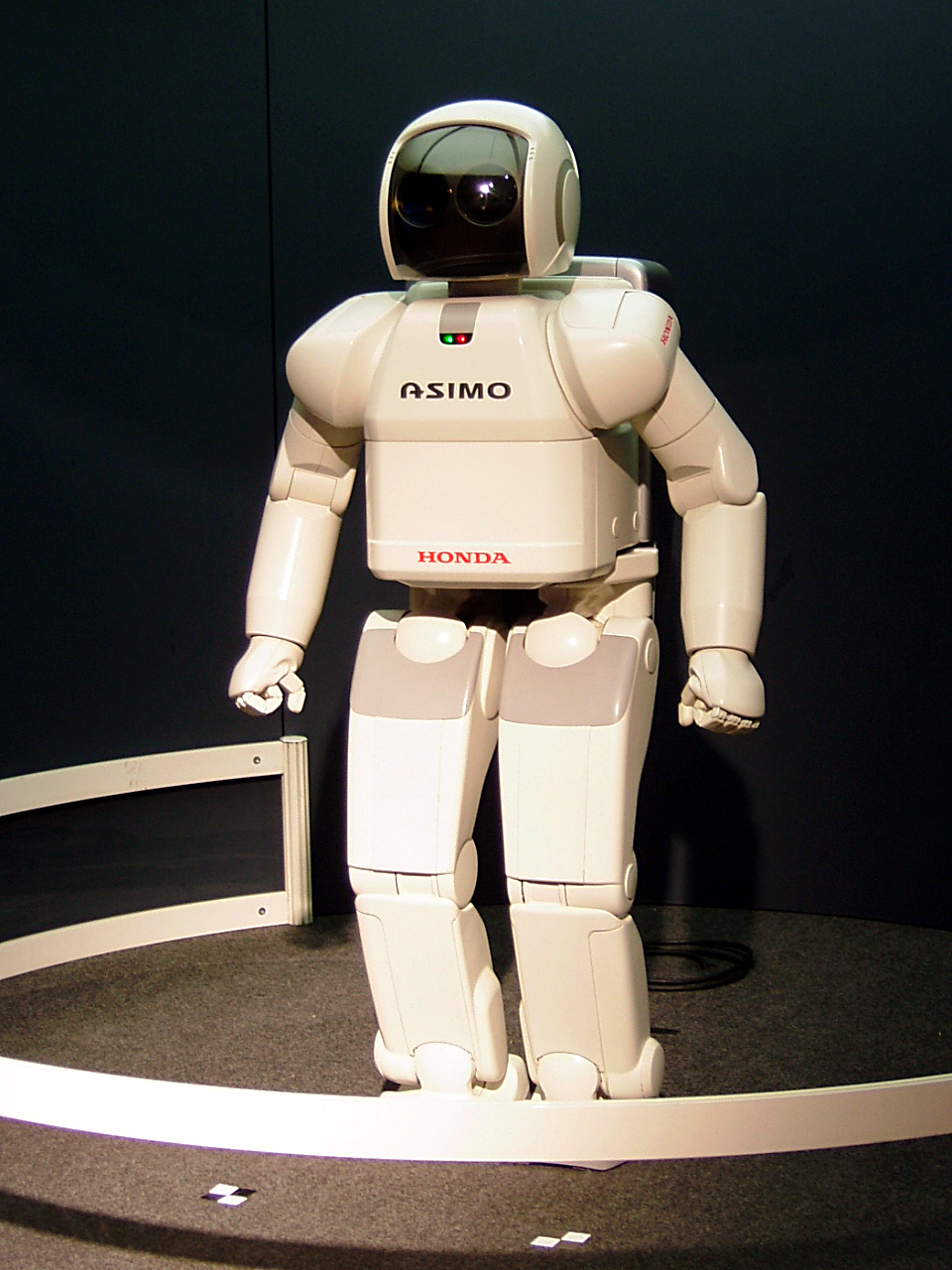
ASIMOは、最先端の人間ロボットである

- OICA・2007年自動車生産: 51カ国中1位[6]
- ザ・ワールド・ファクトブック・2012年粗鋼生産量: 40カ国中2位
- 2010年電気生産量: 210カ国中3位
- 自動車生産台数 (国際自動車工業連合会)：41ヵ国・地域中3位　785万台 (2021)

## 軍事

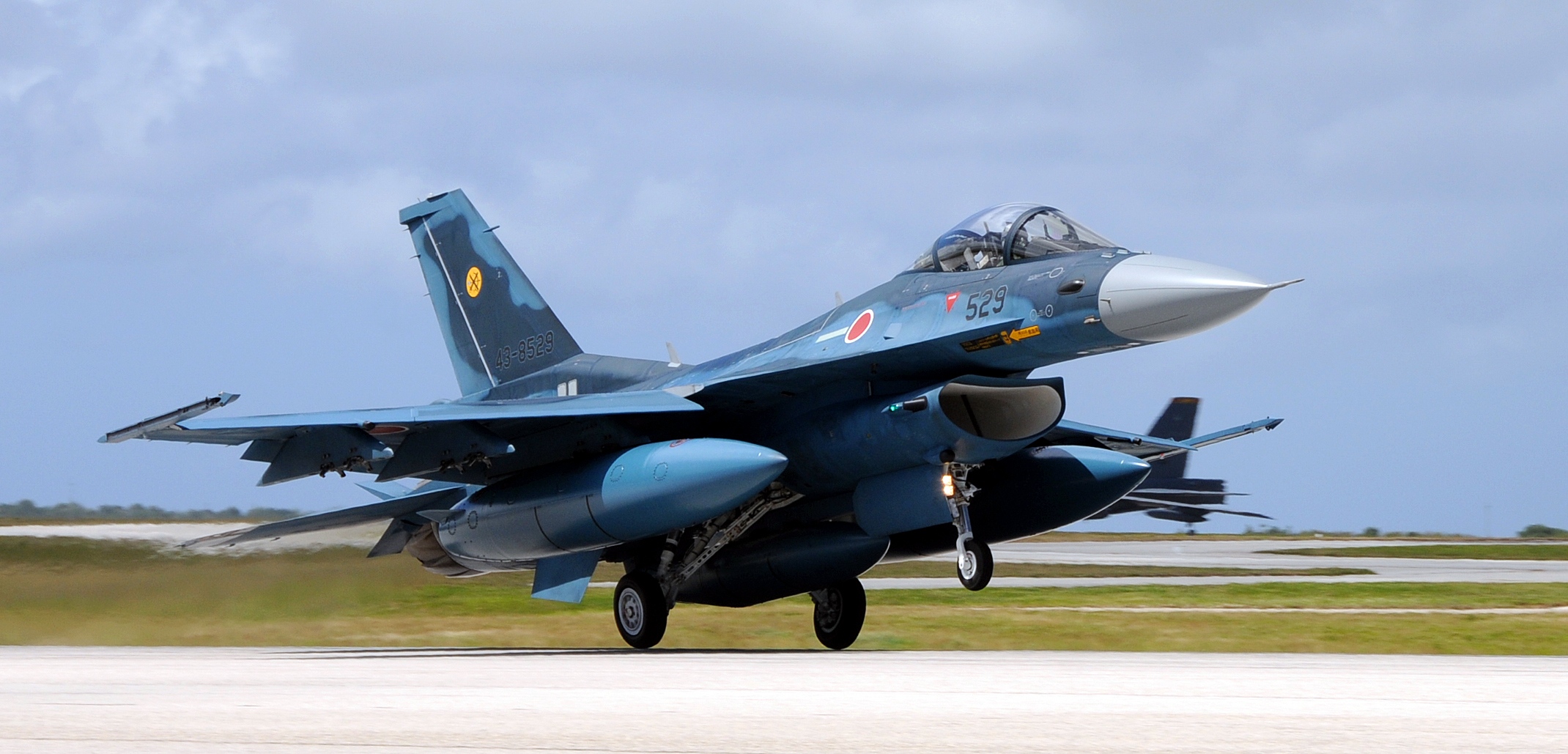
戦闘機のF-2

- 軍事費 (ストックホルム国際平和研究所)：9位　541億ドル (2021)
- 軍事力指数 (Global Firepower)：5位　0.1195 (2022)
- 兵力数：19位　24万7千人 (2022)
- 戦車保有数 (国際戦略研究所)：19位　667輛 (2020)
- 軍用機保有数：6位　1,480機 (2022)
- 戦闘機保有数：11位　273機 (2022)
- 空母保有数：2位　4隻 (2022)

## 政治
- トランスペアレンシー・インターナショナル・2008年腐敗認識指数: 180カ国中18位[7]
- 国境なき記者団・2008年報道の自由指数: 173カ国中29位[8]
- エコノミスト・2010年民主主義指数: 167カ国中22位[9]

## 社会
- 国際連合・人間開発指数: 187カ国中12位[10]
- 経済・平和研究所・2013年世界平和度指数: 144カ国中6位
- ニュー・エコノミックス財団・2012年地球幸福度指数: 151カ国中45位
- セーブ・ザ・チルドレン・2007年母の日レポート: 110カ国中29位[11]
- 世界保健機関・自殺率: 100カ国中10位[12]、経済協力開発機構加盟国中2位
- レスター大学・2006年世界幸福地図: 178カ国中90位[13]
- 2010年ギャラップ世界幸福指数: 155カ国中84位[14]
- タバコ消費量: 12位[15]
- ジェンダーギャップ指数 (世界経済フォーラム)：156ヵ国中120位 (2021)

## 技術
- 世界知的所有権機関・2012年特許出願: 1位
- 世界知的所有権機関・2012年特許登録: 1位
- ブラウン大学公共政策トーブマン・センター・オンライン政府サービス: 8位[16]
- 携帯電話使用者数: 9位 [17]
- インターネット使用者数: 3位
- IT競争力 (NRI)：130ヵ国・地域中16位　73.92ポイント (2021)
- エコノミスト・インテリジェンス・ユニット・2008年Eレディネス: 45カ国中18位
- 世界経済フォーラム・2007–2008年ネットワーク・レディネス指数: 127カ国中19位[18]
- 国際連合・2008年電子政府: 50カ国中11位[19]
- Futron・2012年宇宙競争指数: 4位
- 人工衛星・宇宙船打ち上げ個数：4位　266個 (2020)

## 観光
- 旅行・観光開発指数 (世界経済フォーラム)：117ヵ国・地域中1位 (2021)
- 国際観光客到着数 (世界観光機関)：12位　3,188万人 (2019)
- 国際観光収入 (世界観光機関)：7位　461億ドル (2019)
- 世界遺産数：194ヵ国中11位　25ヵ所 (2021)

## 交通
- 都市圏高速鉄道の長さ: 3位